# Две копейки
Две копейки — традиционный номинал русской денежной системы. Разговорные названия — семишник, грош, двушка.

## Грош
До XIX века две копейки (или 4 деньги) назывались грошо́м. С 1815 года в связи с включением Царства Польского в состав Российской империи польский злотый был приравнен к 15 копейкам, а грош (1⁄30 злотого) стал равен 1⁄2 копейки. Соответственно, грошом стала называться монета достоинством в полкопейки.

## Семишник
Название «семишник» возникло после денежной реформы Канкрина 1839—1843 годов. В ходе этой реформы были изъяты из обращения окончательно обесценившиеся ассигнации, курс которых был принудительно установлен к серебряному рублю как 3,50:1. Были изъяты из обращения и медные монеты, курс которых был привязан к ассигнациям.
Новые медные монеты потяжелели и стали полноценным разменным средством при серебряном рубле, в связи с чем на их реверсе легенда несла не только номинал, но и надпись серебромъ, что отражало идентичность курсов серебряной и медной монеты.
Соответственно, исходя из курса новые две копейки соответствовали семи старым.

## Характеристики монет

### Стандартные выпуски России и СССР
| Изображение | Диаметр  | Масса   | Аверс                                                                              | Реверс                                                                              | Материал           | Годы выпуска |
| ----------- | -------- | ------- | ---------------------------------------------------------------------------------- | ----------------------------------------------------------------------------------- | ------------------ | ------------ |
|             | 31 мм    | 20,48 г | Изображение Георгия Победоносца и номинал                                          | Вензель Елизаветы I, растительный орнамент и год чеканки                            | медь               | 1757—1762    |
|             | 26 мм    | 10,24 г | Изображение Георгия Победоносца                                                    | Номинал и год                                                                       | медь               | 1762         |
|             | 31 мм    | 20,48 г | Изображение Георгия Победоносца и номинал                                          | Вензель Екатерины II, растительный орнамент, год чеканки и указание монетного двора | медь               | 1763—1796    |
|             | 35 мм    | 20,48 г | Вензель Павла I                                                                    | Номинал, год чеканки и указание монетного двора                                     | медь               | 1797—1801    |
|             | 35 мм    | 20,48 г | Герб Российской империи с декоративными элементами                                 | Номинал, год чеканки и указание монетного двора с декоративными элементами          | медь               | 1802—1804    |
|             | 35 мм    | 20,48 г | Герб Российской империи и указание монетного двора с декоративными элементами      | Номинал и год чеканки с декоративными элементами                                    | медь               | 1804—1807    |
|             | 29 мм    | 13,65 г | Герб Российской империи, инициалы и год чеканки                                    | Номинал и указание монетного двора с растительным орнаментом и короной              | медь               | 1810—1830    |
|             | 29 мм    | 9,1 г   | Герб Российской империи, инициалы и год чеканки                                    | Номинал и указание монетного двора                                                  | медь               | 1831—1839    |
|             | 33 мм    | 20,48 г | Вензель Николая I                                                                  | Номинал, год чеканки и указание монетного двора с декоративными элементами          | медь               | 1839—1848    |
|             | 28,15 мм | 10,24 г | Герб Российской империи                                                            | Номинал, год чеканки и указание монетного двора с декоративными элементами          | медь               | 1850—1860    |
|             | 29 мм    | 10,24 г | Герб Российской империи                                                            | Номинал, год чеканки и указание монетного двора с декоративными элементами          | медь               | 1859—1867    |
|             | 28 мм    | 10,24 г | Герб Российской империи                                                            | Номинал, год чеканки и указание монетного двора с декоративными элементами          | медь               | 1860—1863    |
|             | 24,5 мм  | 6,56 г  | Герб Российской империи, номинал и указание государства с декоративными элементами | Номинал, год чеканки и указание монетного двора с декоративными элементами          | медь               | 1867—1914    |
|             | 24 мм    | 6,55 г  | Герб СССР, указание страны и лозунг «Пролетарии всех стран, соединяйтесь!»         | Номинал и год чеканки с двумя колосьями                                             | медь               | 1924—1925    |
|             | 18 мм    | 2 г     | Герб СССР, указание страны и лозунг «Пролетарии всех стран, соединяйтесь!»         | Номинал и год чеканки с двумя колосьями                                             | алюминиевая бронза | 1926—1935    |
|             | 18 мм    | 2 г     | Герб СССР (с 7 лентами) и указание страны                                          | Номинал и год чеканки с двумя колосьями                                             | алюминиевая бронза | 1935—1936    |
|             | 18 мм    | 2 г     | Герб СССР (с 11 лентами) и указание страны                                         | Номинал и год чеканки с двумя колосьями                                             | алюминиевая бронза | 1937—1946    |
|             | 18 мм    | 2 г     | Герб СССР (с 16 лентами) и указание страны                                         | Номинал и год чеканки с двумя колосьями                                             | алюминиевая бронза | 1948—1956    |
|             | 18 мм    | 2 г     | Герб СССР (с 15 лентами) и указание страны                                         | Номинал и год чеканки с двумя колосьями                                             | алюминиевая бронза | 1957         |
|             | 18 мм    | 2 г     | Герб СССР и указание страны                                                        | Номинал и год чеканки с двумя колосьями                                             | латунь             | 1961—1991    |

### Специальные выпуски
| Изображение | Диаметр | Масса  | Аверс                                                                                     | Реверс                                                                                    | Материал            | Годы выпуска | Эмитент            | Территория обращения |
| ----------- | ------- | ------ | ----------------------------------------------------------------------------------------- | ----------------------------------------------------------------------------------------- | ------------------- | ------------ | ------------------ | -------------------- |
|             | 15 мм   | 1,05 г | Герб Российской империи                                                                   | Перевязанные лентой гербы Риги и Ревеля                                                   | серебро 375-й пробы | 1757         | Российская империя | Ливония              |
|             | 28 мм   | 13,1 г | Вензель Екатерины II, указание монетного двора и растительный орнамент                    | Два соболя, поддерживающие картуш с номиналом и годом чеканки, надпись «Сибирская монета» | колыванская медь    | 1764—1780    | Российская империя | Сибирская губерния   |
|             | 24 мм   | 5,8 г  | Надпись «Gebiet des Oberbefehlshabers Ost» и указание монетного двора с дубовыми листьями | Номинал и год чеканки внутри креста                                                       | железо              | 1916         | Германская империя | Ober Ost             |

## Галерея
- 2 копейки Ростовского трамвая, ок. 1913
- 2 копейки Шпицбергена, 1979
- Денежный знак 2 копейки Николая II 1915 (аверс)
- Денежный знак 2 копейки Николая II 1915 (реверс)
- Денежный знак 2 копейки 1924 (аверс)
- Денежный знак 2 копейки 1924 (реверс)
- Чек Внешпосылторга на 2 копейки вид параллельной валюты в СССР, применявшейся для покупок товаров в магазинах "Березка" 1976
- 2 копейки образца 2009 (аверс)
- 2 копейки образца 2009 (реверс)

## Двушка
В СССР, после денежной реформы 1961 года, двухкопеечная монета (в обиходе именуемая «двушка») приобрела особое значение, так как именно она использовалась (вплоть до «перестройки») по всей стране для оплаты звонков с уличных телефонов-автоматов внутригородских телефонных сетей.
Интересный факт: большинство советских телефонов-автоматов того периода принимали вместо двухкопеечной монеты десятикопеечную, имевшую сходные массогабаритные параметры.

## Послераспада СССР
В 1998 году была изготовлена пробная монета в 2 копейки, которая так и не вышла в обращение. В настоящее время она экспонируется в Музее истории денег в Санкт-Петербурге.